# ČOSDAT
Česká organizace scénografů, divadelních architektů a techniků (ČOSDAT) je občanské sdružení, které je českou pobočkou mezinárodní organizace OISTAT. Bylo založeno v roce 2000 za účelem podpory a rozvoje uměleckých nehereckých divadelních profesí, jako je scénografie, divadelní architektura, kostýmní výtvarnictví nebo světelný design. Je přidruženou nevládní organizací Divadelního ústavu, s kterým sdílí své sídlo v Menhartovském paláci v Celetné ulici v Praze 1. Svým členům se snaží pomoci s navazováním nových kontaktů a vzděláváním.

## Činnost
Česká pobočka se podílí na práci ústředí, do jehož pracovních komisí vysílá své zástupce. O jejich činnosti a výsledcích poté informuje veřejnost. Pomocí konzultací a zprostředkováním informací podporuje české účastníky na světových kongresech nebo soutěžích, jako je například Mezinárodní výstava současné scénografie (World Stage Design). ČOSDAT se snaží pomáhat členům s budováním vlastní sítě profesionálních kontaktů a zprostředkovávat mezinárodní spolupráci.
Směrem k veřejnosti se sdružení snaží propagovat výsledky práce svých členů a zvýšit její obeznámenost s danými obory a zvýšit tak jejich prestiž. ČOSDAT je organizátorem a garantem projektů, které dále rozvíjejí základní cíle organizace ve více konkrétních obrysech jako jsou Institut světelného designu či Salon české a slovenské scénografie.

## Projekty
- Salon české a slovenské scénografie[2] je výstava děl současných českých a slovenských scénografů, ve které jsou prezentovány díla ve všech svých formách od skic, modelů, fotografií přes kostýmy, masky části dekorací po videa či instalace. První výstavy tohoto druhu se konaly mezi ročníky Pražského Quadriennale již v letech 1977, 1981, 1986, 1989 a po delší odmlce byly v roce 2013 obnoveny.[zdroj?]

- Mezinárodní scénografické symposium Poločas rozpadu (probíhající v rámci Salonu české a slovenské scénografie) má sloužit k reflexi nad stavem, možnostmi a směřováním současné scénografické tvorby.

- Institut světelného designu je projekt zaměřený na vzdělávání a rozvoj znalostí světelných techniků a popularizaci oboru mezi veřejnosti. Pořádá dílny, semináře, přednášky, konference a realizuje světelné instalace.[zdroj?]